# Loma de Galera
La Loma de Galera es una zona arqueológica de que se encuentra ubicada en una loma en Alhama de Almería, España, que sirvió, desde muy antiguo, para el establecimiento de comunidades humanas, localizándose en ella una importante necrópolis megalítica con claras relaciones con el yacimiento de Los Millares y otras necrópolis y asentamientos de la Edad del Cobre.
En su extensión aparece una estructura circular en gran desarrollo y un amurallamiento, cortados ambos por los cultivos a los que ha sido sometido el yacimiento. La necrópolis megalítica está compuesta por unas treinta y ocho tumbas de corredor con importantes y significativas diferencias tipológicas, datada aproximadamente en el III milenio a. C. Aunque algunos de los enterramientos desaparecieron en siglos pasados, aún existe un importante número sin excavar, lo que, junto a otros interesantes restos, aumenta la importancia del yacimiento. Las interesantes posibilidades de estudio que ofrece el yacimiento y sus relaciones con otras comunidades humanas de la zona, aumentan la importancia que esta zona arqueológica tiene para la investigación arqueo lógica sobre la Edad del Cobre en el sureste de la península ibérica.